# Barbie: Game Girl
Barbie: Game Girl è un videogioco per bambine pubblicato nel 1992. È stato sviluppato dalla Imagineering e pubblicato dalla Hi Tech Expressions nel 1992 esclusivamente per Game Boy.
A differenza della maggior parte dei videogiochi di Barbie, questo titolo è un videogioco a piattaforme e non una simulazione o un videogioco educativo. Il giocatore controlla il personaggio di Barbie, che dovrà trovare un abito adatto per il suo appuntamento con Ken.